# Чэнс, Мэтью
Мэтью Джеральд Чэнс (англ. Matthew Gerald Chance; род. 1 января 1970) — британский журналист, работающий на CNN в качестве одного из старших международных корреспондентов сети.

## Карьера
С 2001 года работает в CNN.
Работал в России (освещал захват школы в Беслане , вторжение в Южную Осетию),брал интервью у Владимира Путина. Он также работал в Ливии (в августе 2011  года).
Освещал землетрясение в декабре 2004 года в Индийском океане, землетрясение 2005 года в Пакистане.
Также он делал репортажи из Италии и Греции.
В феврале 2022 года работал в Киеве. Услышав выстрелы в центре города 24 февраля 2022 года направился в сторону аэродрома . Передал новость о русских десантниках под Гостомелем.